# Caenocryptus reticulatus
Caenocryptus reticulatus là một loài tò vò trong họ Ichneumonidae.